# Стефано Вуков
Стефано Вуков (англ. Stefano Vukov; нар. 27 березня 1987) — хорватський тенісний тренер. З 2019 по 2024 рік він тренував гравця Жіночої тенісної асоціації (WTA) Олену Рибакіну

## Молодість та кар'єра
Вуков народився в Рієці, Хорватія. Його мати — стоматолог, а батько — інженер-програміст. Він почав грати в теніс у віці 12 років і пішов до коледжу, прагнучи грати в теніс професійно. Вуков грав здебільшого на ITF Futures Circuit, досягнувши 1122 місця в рейтингу Асоціації тенісистів-професіоналів (ATP) у 2007 році, а в 2009 році завершив кар’єру. Через пару років він почав професійно тренувати теніс у Флориді, працюючи з майбутніми гравцями WTA Tour, зокрема Сачія Вікері, Рената Сарасуа та Ангеліна Калініна.

## Кар'єра тренера

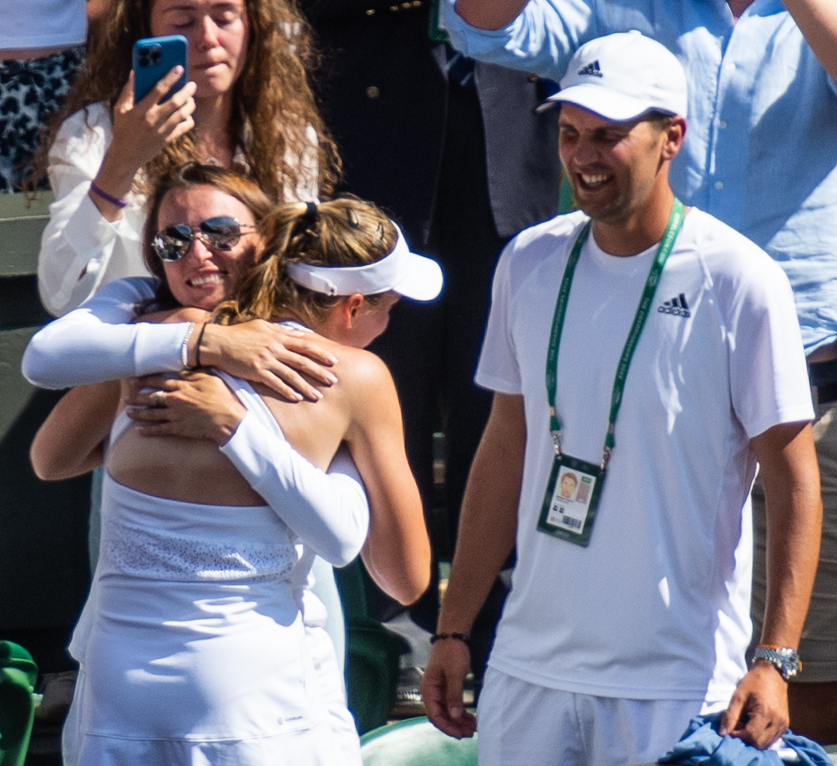
Зліва направо: Ярослава Шведова, Олена Рибакіна та Вуков на Wimbledon 2022

У лютому 2019 року Олена Рибакіна, яка на той час входила до топ-200 WTA, найняла Вукова замість московського Андрія Чеснокова в якості свого першого тренера-роз’їзника. Рибакіна приписувала Вукову, відомому своєю аналітичною експертизою, допомогу в покращенні її гри; вона швидко піднялася в рейтингу, увійшовши до топ-30 і вигравши свої перші два титули WTA Tour на початку наступного року. Після того, як Рибакіна виграла свій перший великий титул на Вімблдонському турнірі 2022 року, Вуков виконав парі дворічної давнини на татуювання імені Рибакіної, якщо вона колись виграє Вімблдон.
«Несамовитий і напружений» стиль Вукова, який тренує типово стоїчну Рибакіну на майданчику, привернув увагу. Вуков сказав, що «дуже добре знає, як розлютити Олену», щоб зарядити її енергією та як допомогти їй тактично зосередитись, із взаємним розумінням «тиснути її, навіть коли вона не хоче, щоб її штовхали», але визнає, що для сторонніх це може здаватися «занадто». Під час фіналу Відкритого чемпіонату Австралії 2023 року, де вона зрештою програла Арині Соболенко, Вуков викликав критику громадськості за його, здавалося б, різкі коментарі в середині матчу з ложі гравця. У соцмережі Рибакіна захистила Вукова, заявивши, що їхні стосунки залишаються позитивними.
Рибакіна добре грала протягом 2024 року, вигравши три титули, але також пропустила кілька великих турнірів через хворобу. Вона оголосила, що вони з Вуковим припинили співпрацю напередодні US Open.
У січні 2025 року Вуков знову приєднався до команди Рибакіної, але згодом був відсторонений WTA за розслідуванням щодо кодексу поведінки.

### Тренерська заборона
У лютому 2025 року, після закінчення розслідування кодексу поведінки, було оголошено, що WTA дискваліфікувала Вукова на 12 місяців.